# UCI Àfrica Tour 2019
L'UCI Àfrica Tour 2019 és la quinzena edició de l'UCI Àfrica Tour, un dels cinc circuits continentals de ciclisme de la Unió Ciclista Internacional.

## Evolució del calendari

### Octubre 2018
| Data | Cursa        | País         | Cat. | Vencedor       | Equip |
| ---- | ------------ | ------------ | ---- | -------------- | ----- |
| 26-4 | Tour de Faso | Burkina Faso | 2.2  | Mathias Sorgho |       |

### Novembre 2018
| Data | Cursa            | País    | Cat. | Vencedor     | Equip |
| ---- | ---------------- | ------- | ---- | ------------ | ----- |
| 24   | Africa Cup (CRI) | Eritrea | 1.2  | Sirak Tesfom |       |
| 25   | Africa Cup       | Eritrea | 1.1  | Sirak Tesfom |       |

### Gener
| Data  | Cursa                  | País  | Cat. | Vencedor          | Equip          |
| ----- | ---------------------- | ----- | ---- | ----------------- | -------------- |
| 21-27 | Tropicale Amissa Bongo | Gabon | 2.1  | Niccolò Bonifazio | Direct Énergie |

### Febrer
| Data | Cursa          | País   | Cat. | Vencedor      | Equip  |
| ---- | -------------- | ------ | ---- | ------------- | ------ |
| 24-3 | Tour de Rwanda | Ruanda | 2.1  | Merhawi Kudus | Astana |

### Març
| Data  | Cursa             | País       | Cat. | Vencedor               | Equip       |
| ----- | ----------------- | ---------- | ---- | ---------------------- | ----------- |
| 4-8   | Tour de Good Hope | Sud-àfrica | 2.1  | Marc Pritzen           | Office Guru |
| 22-26 | Volta a Egipte    | Egipte     | 2.2  | Polychrónis Tzortzákis | Grècia      |

### Abril
| Data | Cursa           | País   | Cat. | Vencedor       | Equip |
| ---- | --------------- | ------ | ---- | -------------- | ----- |
| 5-14 | Volta al Marroc | Marroc | 2.2  | Laurent Evrard | Sovac |

### Maig
| Data  | Cursa               | País       | Cat. | Vencedor            | Equip                  |
| ----- | ------------------- | ---------- | ---- | ------------------- | ---------------------- |
| 5     | 100 Cycle Challenge | Sud-àfrica | 1.2  | Jayde Julius        | ProTouch               |
| 14-19 | Tour de Limpopo     | Sud-àfrica | 2.2  | Samuele Battistella | Dimension Data-Qhubeka |

### Juny
| Data  | Cursa                                                   | País    | Cat. | Vencedor              | Equip                          |
| ----- | ------------------------------------------------------- | ------- | ---- | --------------------- | ------------------------------ |
| 1-9   | Tour del Camerun                                        | Camerun | 2.2  | Radoslav Konstantinov | Martigues SC-Drag Bicycles     |
| 17    | Challenge de la Marxa Verda - Gran Premi Sakia El Hamra | Marroc  | 1.2  | Hermann Keller        | Team Embrace The World Cycling |
| 19    | Challenge de la Marxa Verda - Gran Premi Oued Eddahab   | Marroc  | 1.2  | Jason Oosthuizen      | TEG                            |
| 20    | Challenge de la Marxa Verda - Gran Premi Al Massira     | Marroc  | 1.2  | Gustav Basson         | TEG                            |
| 22-24 | Challenge Internacional del Sahara marroquí             | Marroc  | 2.2  | Gustav Basson         | TEG                            |

### Juliol
| Data | Cursa                                         | País   | Cat. | Vencedor        | Equip      |
| ---- | --------------------------------------------- | ------ | ---- | --------------- | ---------- |
| 22   | Challenge del Príncep-Trofeu del Príncep      | Marroc | 1.2  | Jayde Julius    | ProTouch   |
| 24   | Challenge del Príncep-Trofeu de l'Aniversari  | Marroc | 1.2  | Youcef Reguigui | Terengganu |
| 25   | Challenge del Príncep-Trofeu de la Casa Reial | Marroc | 1.2  | Youcef Reguigui | Terengganu |

### Octubre
| Data  | Cursa                   | País    | Cat. | Vencedor       | Equip      |
| ----- | ----------------------- | ------- | ---- | -------------- | ---------- |
| 11-19 | Gran Premi Chantal Biya | Camerun | 2.2  | Azzedine Lagab | VIB Sports |

## Classificacions
- Nota: classificacions definitives a 23 d'octubre[1][2]

### Classificació individual
Està formada per tots els ciclistes que han sumat punts. Poden pertànyer tant a equips amateurs com a equips professionals, inclosos UCI WorldTeams.
| #   | Ciclista                    | País       | Equip                   | Punts  |
| --- | --------------------------- | ---------- | ----------------------- | ------ |
| 1.  | Daryl Impey                 | Sud-àfrica | Mitchelton-Scott        | 1399   |
| 2.  | Youcef Reguigui             | Algèria    | Terengganu Cycling Team | 918    |
| 3.  | Ryan Gibbons                | Sud-àfrica | Team Dimension Data     | 812    |
| 4.  | Merhawi Kudus               | Eritrea    | Team Astana             | 616    |
| 5.  | Sirak Tesfom                | Eritrea    | Bike Aid                | 438.5  |
| 6.  | Natnael Berhane             | Eritrea    | Cofidis                 | 348    |
| 7.  | Reinardt Janse van Rensburg | Sud-àfrica | Team Dimension Data     | 329    |
| 8.  | Mekseb Debesay              | Eritrea    | Bike Aid                | 312.5  |
| 9.  | Azzedine Lagab              | Algèria    | VIB Sports              | 281    |
| 10. | Stefan de Bod               | Sud-àfrica | Team Dimension Data     | 243.67 |

### Classificació per equips
Es calcula amb la suma dels punts obtinguts pels 8 millors ciclistes de cada equip (excepte els WorldTeams) a la classificació individual. La classificació també inclou equips no registrats al continent.
| #  | País                        | Equip         | Punts  |
| -- | --------------------------- | ------------- | ------ |
| 1. | ProTouch                    | Sud-àfrica    | 749    |
| 2. | Sovac-Natura4Ever           | Algèria       | 497.66 |
| 3. | Benediction-Excel Energy    | Ruanda        | 497.66 |
| 4. | TEG Pro Cycling             | Sud-àfrica    | 497.66 |
| 5. | Guerciotti-Kiwi Atlántico   | Guinea Bissau | 497.66 |
| 6. | BAI-Sicasal-Petro de Luanda | Angola        | 497.66 |

| #   | País         | Punts    |
| --- | ------------ | -------- |
| 1.  | Sud-àfrica   | 3.496.67 |
| 2.  | Eritrea      | 2.530.5  |
| 3.  | Algèria      | 1.980.33 |
| 4.  | Marroc       | 892      |
| 5.  | Ruanda       | 797      |
| 6.  | Burkina Faso | 374      |
| 7.  | Etiòpia      | 364      |
| 8.  | Namíbia      | 301      |
| 9.  | Tunísia      | 197      |
| 10. | Angola       | 89       |

| #   | País         | Punts  |
| --- | ------------ | ------ |
| 1.  | Eritrea      | 1159.5 |
| 2.  | Marroc       | 666    |
| 3.  | Ruanda       | 500.75 |
| 4.  | Algèria      | 346.98 |
| 5.  | Sud-àfrica   | 262    |
| 6.  | Burkina Faso | 169.5  |
| 7.  | Etiòpia      | 109.5  |
| 8.  | Maurici      | 78     |
| 9.  | Namíbia      | 75     |
| 10. | Tunísia      | 62     |